# Wegcode

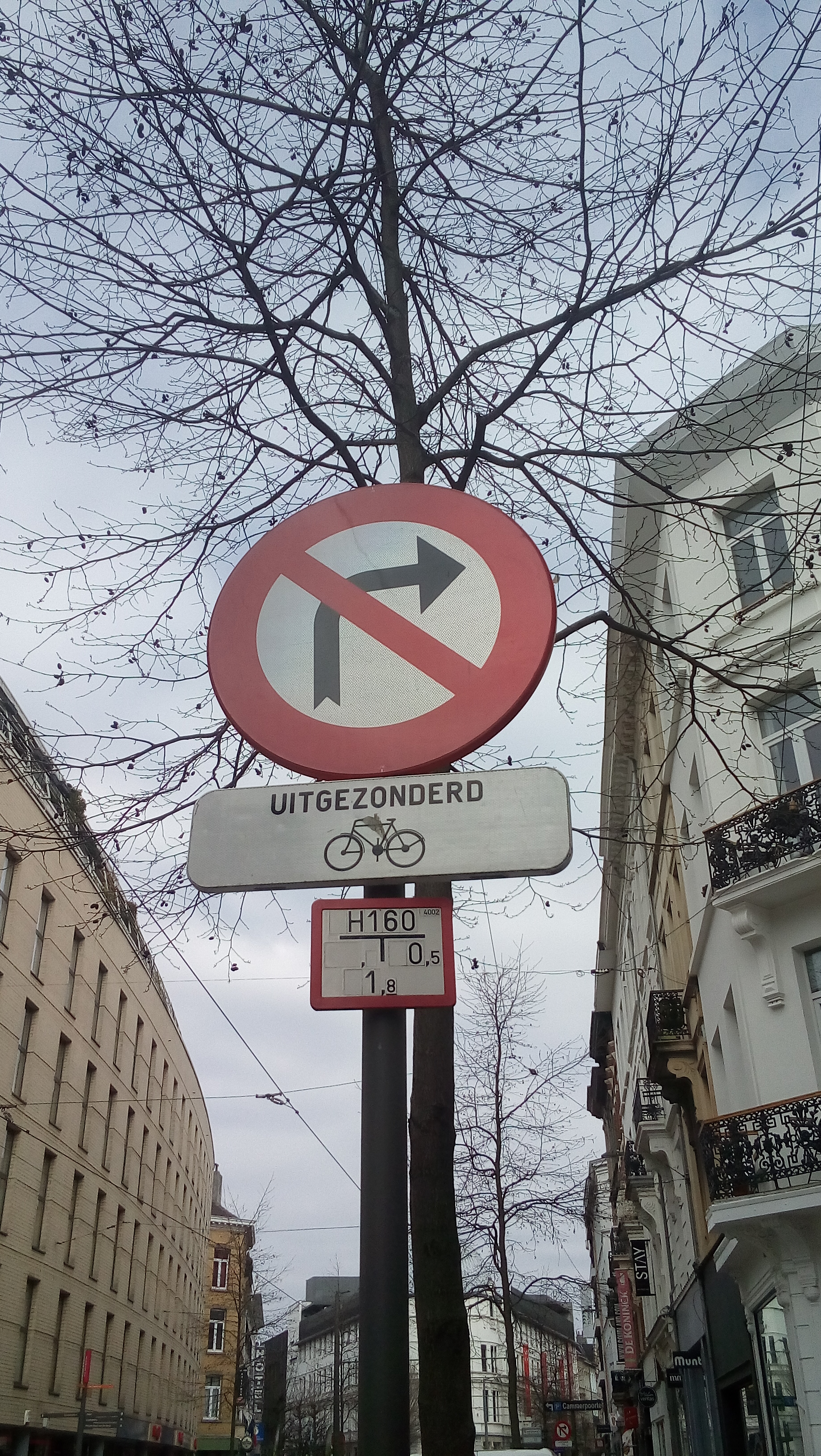
De wegcode legt de betekenis van deze verkeersborden vast

De Wegcode of het Verkeersreglement is het document waarin de Belgische verkeersregels zijn vastgelegd. Het reglement is vastgelegd in het Koninklijk Besluit van 1 december 1975. In diverse wijzigingsbesluiten werden door de jaren heen diverse aanpassingen doorgevoerd.
Het Nederlandse equivalent hiervan is het Reglement verkeersregels en verkeerstekens van 1990.

## Wettelijke context
De Wegverkeerswet, voluit de Wet van 16 maart 1968 betreffende de politie over het wegverkeer, geeft de bevoegdheid aan de Koning (m.a.w. de regering) om de algemene reglementen vast te stellen. Dit is de wettelijke basis voor de Wegcode, dat de vorm van een koninklijk besluit aanneemt, of voluit: het koninklijk besluit van 1 december 1975 houdende het algemeen reglement op de politie van het wegverkeer en van het gebruik van de openbare weg.
De Wegverkeerswet geeft ook de bevoegdheid aan de gemeenteraden om aanvullende reglementen op te stellen betreffende openbare wegen op het grondgebied van de betreffende gemeente. In het Vlaams Gewest is dit overgenomen in het decreet van 16 mei 2008, met aanvulling dat de gemeenteraad deze bevoegdheid kan delegeren aan het college van burgemeester en schepenen (in afwijking van de exclusieve bevoegdheid van de gemeenteraad voor het opstellen van reglementen).
De provincies hebben deze bevoegdheid niet.
De wegcode wordt verder aangevuld door het ministerieel besluit van 11 oktober 1976 waarbij de minimum afmetingen en de bijzondere plaatsingsvoorwaarden van de verkeerstekens worden bepaald.

## Inhoud
De Wegcode behandelt de regels voor het gebruik van de openbare weg (zoals snelheid, voorrang, inhalen, parkeren en gebruik van lichten) en de verkeerstekens (verkeerslichten, verkeersborden en wegmarkeringen).

## Handhaving
Bij overtreding van de verkeersregels is bestraffing voorzien (in een apart koninklijk besluit, opnieuw met de Wegverkeerswet als basis). Er is sprake van 4 gradaties in de overtredingen: overtredingen van de eerste graad worden het lichtst bestraft, terwijl overtredingen van de vierde graad het zwaarst worden bestraft. Men kan een geldboete krijgen, een verval van recht tot sturen en/of een gevangenisstraf. Hier doet de politie de vaststellingen.
Naast strafrechtelijke handhaving, kan er in specifieke gevallen ook gebruik gemaakt worden van gemeentelijke administratieve sancties (GAS). GAS-boetes zijn sancties die de gemeente kan opleggen voor inbreuken op het gemeentelijk politiereglement, vastgesteld door een sanctionerend ambtenaar.
- Bij GAS4 gaat het om de regels rond het stilstaan en parkeren en het negeren van de verkeersborden C3 (verboden toegang in beide richtingen) en F103 (voetgangerszone) die worden vastgesteld door automatisch werkende toestellen (bv. ANPR-camera's)
- Bij GAS5 kunnen beperkte snelheidsovertredingen worden vastgesteld door automatisch werkende toestellen (bv. trajectcontrole met ANPR-camera's)

Bepaalde parkeerovertredingen (betalend parkeren, parkeren in blauwe zone en parkeerkaarten) zijn helemaal gedepenaliseerd en kunnen dus niet strafrechtelijk worden vervolgd, maar wel met een retributie, een belasting of een GAS. Dit wordt veelal uitbesteed aan een parkeercontrolebedrijf: parkeerwachters stellen de overtreding vast en schrijven dan een parkeerretributie uit in opdracht van de gemeente.

## Regionalisering
Sedert de Zesde Staatshervorming (het Vlinderakkoord) van 2013 is een deel van de verkeersreglementering, inclusief de handhaving ervan, overgedragen aan de gewesten: 
- de snelheidsbeperkingen (uitgezonderd autosnelwegen)
- verkeersveiligheid (grotendeels): regionalisering preventiebeleid op de weg, taken BIVV, veiligheidsnormering verkeersinfrastructuur ...
- homologatie van verkeersinstrumenten die met hun bevoegdheden te maken hebben
- rijopleiding, rijscholen en de examencentra (maar niet de uitreiking van het rijbewijs)
- technische keuring van voertuigen (de normering en de inschrijving blijft evenwel federaal)

Van verschillende artikelen in het KB van 1 december 1975 bestaat dus een Vlaamse, een Waalse en een Brusselse versie. Nog ingewikkelder wordt het als één gewest een artikel van deze Wegcode hervormd heeft, terwijl een ander gewest het afschafte en verving door een apart decreet of ordonnantie (zie bijvoorbeeld artikel 45bis).

Snelheidsbeperkingen in Wallonië
Snelheidsbeperkingen in Vlaanderen

## Vervanging door de Code van de openbare weg
Op 3 juni 2024 ondertekenden de minister van Mobiliteit en de koning de nieuwe Code van de openbare weg, maar pas op 1 september 2026 treedt de nieuwe code in werking. Dan wordt de Wegcode vervangen door de Code van de openbare weg.
Gezien de verdeling van de bevoegdheden op mobiliteitsvlak, wordt de Code van de openbare weg aangevuld met drie regionale codes die die de geregionaliseerde bepalingen bevatten. Deze codes, die later gepubliceerd zullen worden, treden tegelijkertijd in werking op 1 september 2026.
Deze herziening van het verkeersreglement is reeds in 2005 van start gegaan, met verschillende belanghebbenden (FOD Mobiliteit, FOD Justitie, Centrex, vertegenwoordigers van het College van procureurs-generaal en het Verbond van Politierechters, vertegenwoordigers van de Gewesten en andere stakeholders).